# Lex Papia de peregrinis
La lex Papia de peregrinis, también lex Papia de peregrinis exterminandis ("Ley Papia sobre extranjeros a ser expulsados"), lex Papia de civitate ("Ley Papia sobre ciudadanía") o, simplemente, lex Papia ("Ley Papia" o "Ley de Papio") es una ley de derecho romano desde el 65 a. C. La lex Papia lleva el nombre de su autor, un desconocido Cayo Papio, tribuno de la plebe en el año 65 a. C. y no es el mismo autor de la lex Papia de vestalium lectione ("Ley Papia sobre la selección de las vestales") o Lex Papia de vestalium sortitione ("Ley Papia sobre el sorteo de las vírgenes vestales") o la Lex Papia de herediis patronum ("Ley Papia sobre los derechos sucesorios de los mecenas").
La ley creaba la posibilidad a los magistrados el retirar la civitas (ciudadanía romana) concedida a un peregrinus, un súbdito provincial libre en el Imperio, es decir, un hombre libre pero sin sin ciudadanía, y de expulsarlo si la había adquirido ilícitamente o la había obtenido mediante fraude.
Cicerón, que menciona esta ley, la critica:
... ceteri non modo post civitatem datam, sed etiam post legem Papiam aliquo modo in eorum municipiorum tabulas inrepserunt... - "algunos se han colado de alguna manera en las listas de ciudadanos (tabulae) de estos municipios (es decir, ciudades griegas del sur de Italia), no sólo según los derechos civiles conferidos, sino también según la ley Papia".
... male etiam, qui peregrinos urbibus uti prohibent eosque exterminant, ut Pennus apud patres nostros, Papius nuper... - "peor aún, aquellos que prohíben a los forasteros entrar en las ciudades y los destierran, como Peno entre nuestros antepasados, Papio el otro día".